# OBRUM
OBRUM — польская военная компания по изготовлению военной техники, военных симуляторов и цифровых продуктов, по оказанию услуг НИОКР. Входит в состав Польской группы вооружений. С 1986 года является независимой государственной организационной единицей. Занимается поставками для Вооруженных сил Польши.

## История компании
История OBRUM началась с Опытно-производственного завода при Механическом Заводе «Labędy» (с 1968 г.) до Центра исследований и разработок механического оборудования OBRUM (с 1976 г.). С 1986 года OBRUM начало работать как независимая государственная организационная единица. 1 апреля. 2008 года OBRUM был преобразован в коммерческую компанию под названием: ООО «Научно-исследовательский центр механического оборудования OBRUM». А 30 декабря 2009 года ОБРУМ был включен в Группу Польского оборонного холдинга в качестве дочерней компании. На данный момент Польская группа вооружений владеет 71,82 % акций OBRUM и осуществляет надзор над OBRUM.

## Акционеры
Акционеры OBRUM:
- Польская группа вооружений.
- Польский оборонный холдинг.
- Другие партнеры.

Акционеры могут осуществлять Собрания акционеров.

## Руководство
Руководство состоит из Совета директоров и Наблюдательного совета.
Совет директоров ООО «Научно-технический центр механического оборудования „ОБРУМ“»:
- Томаш Курчек — Председатель совета.[3]

Наблюдательный совет ООО «Научно-технический центр механического оборудования „ОБРУМ“»:
- Павел Зайонц — Председатель Наблюдательного совета.
- Павел Дыбцио — Заместитель Председателя Наблюдательного совета.
- Маржена Горичка — Секретарь Наблюдательного совета.
- Збигнев Пекож — Член Наблюдательного совета.
- Джоанна Лущ-Влодек — Член Наблюдательного совета.[4]